# Brüttisellen
Brüttisellen är en ort i kommunen Wangen-Brüttisellen i kantonen Zürich i Schweiz. Den är kommunens huvudort och ligger cirka 9 kilometer nordost om centrala Zürich. Orten har 5 345 invånare (2021).